# Georges-Christian Chazot
Georges-Christian Chazot, né le 19 mars 1939 à Alger (Algérie) est un ingénieur français, président de sociétés, président du conseil d'administration du Groupe hospitalier Paris-Saint-Joseph.

## Biographie

### Famille
Georges-Christian, René, Guy Chazot naît le 19 mars 1939 à Alger (Algérie) du mariage de Raymond Chazot, directeur de banque, et de Suzanne Monnet.
Le 16 mars 1962, il épouse Marie-Dominique Trémois, artiste-peintre. De ce mariage, naissent trois enfants.

### Formation
Après des études au lycée Bugeaud d'Alger, Georges-Christian Chazot intègre en 1958 l’École polytechnique,. Il poursuit ses études aux États-Unis, obtient le Master of Electrical Engineering de l'université de Floride et le diplôme de l’International Marketing Institute de l'université Harvard.

### Carrière professionnelle
En 1962, Georges-Christian Chazot est ingénieur électronicien au sein de la société Electro-Mechanical Research Inc à Sarasota en Floride. De retour en France en 1965, il intègre la société Schlumberger où il est chef de la section électronique spatiale. En 1968, il est nommé directeur technique du contrôle industriel ; puis en 1970, directeur commercial « Instruments et Systèmes » . En 1974, il est directeur général audio-professionnel. En 1976, il rejoint la Société des accumulateurs fixes et de traction (Saft) où il est nommé directeur général de l'activité accumulateurs alcalins. En 1981, il est nommé directeur général, président-directeur général en 1983 et président d'honneur et administrateur en 1989. De 1983 à 1986, il est président-directeur général du Centre d'études et de services pour le développement industriel. En 1989-1990, il est vice-président-directeur général des sociétés Télic Alcatel et Opus Alcatel, puis président-directeur-général de la société Alcatel Business Systems et vice-président d'Alcatel NV.
En 1992, il quitte le groupe Alcatel pour prendre la présidence d’ADIA France, filiale d’un groupe qui se rapprochera plus tard de Ecco pour devenir le premier groupe mondial du secteur de l’intérim.
De 1994 à fin 2000, il est administrateur, directeur général du Groupe Eurotunnel,,. Il a pour mission la mise au point et le développement commercial du système de transport (tunnel, équipements fixes, matériels roulants, terminaux). Malgré toutes les difficultés rencontrées tout au long de ce projet qu'il qualifie de « pharaonique », le tunnel est inauguré en mai 1994 et Georges-Christian Chazot déclare « Le projet est désormais derrière nous ». Les années suivantes seront marquées par deux restructurations du capital (1994 et 1997), un incendie majeur en novembre 1996, mais aussi des prises de parts de marché majoritaires sur la Manche. Compte tenu des pertes enregistrées et de la chute du cours de l'action, l'« Association des actionnaires d'Eurotunnel » réclame « la démission des dirigeants », mais le remontée du cours de l'action met un terme à ces démarches. De 2002 à 2004, il est président d'Eurotunnel Development Ltd.
En 2001, il crée la société de conseils GCC Consultants et exerce à ce titre de 2003 à 2005 la présidence de Prosegur France, société de sécurité du groupe espagnol éponyme.

### Activités annexes
En parallèle des acticités précédentes, Georges-Christian Chazot est président du syndicat des fabricants français d’accumulateurs alcalins (1981-1989), conseiller du Forum économique mondial (1983-1987)
administrateur du Strategic Planning Institute à Boston (1983-1987), administrateur de l'Actim (1988-1990), administrateur de la Fondation franco-japonaise Sasakawa qui œuvre pour le développement des relations d’échanges culturels et scientifiques entre la France et le Japon, administrateur de BVA (1994-1997), vice-président de la Chambre de Commerce franco-britannique (1995-2000), vice-président de Radio Notre-Dame depuis 2001, président du journal Paris-Notre-Dame (2001-2007), administrateur de GIAT Industries devenu Nexter (2002-2011), président du groupe hospitalier Paris-Saint-Joseph depuis 2008, vice-président puis président de la clinique Biret (2010-2012).
Georges-Christian Chazot s'intéresse particulièrement à l'éthique. En juin 1991, il est membre du groupe de réflexion « Éthique et responsabilité » de l'Institut de l'Entreprise. Il est président du groupe « Éthique Hôpital » créé en 2011 et à ce titre consulté sur les questions d'éthique.

## Distinctions
Georges-Christian Chazot est nommé en 1990 chevalier dans l'ordre national de la Légion d'honneur et promu officier le 31 décembre 2014 au titre de « président de la Fondation hôpital Saint-Joseph ».
Il est promu officier dans l'ordre national du Mérite le 14 novembre 1996 au titre de « directeur général de société ; 38 ans d'activités professionnelles et de services militaires ».
En 2008, il est nommé chevalier dans l’ordre de Saint-Grégoire-le-Grand.